# Jataúba
Jataúba is een gemeente in de Braziliaanse deelstaat Pernambuco. De gemeente telt 15.365 inwoners (schatting 2009).